# Joshua Booth
Joshua Booth (Melbourne, 9 ottobre 1990) è un canottiere australiano, vincitore della medaglia d'argento a Rio de Janeiro 2016 nel 4 senza.

## Palmarès
- Giochi olimpici

Rio de Janeiro 2016: argento nel 4 senza.
- Mondiali

Plovdiv 2018: argento nell'8.